# Iberolacerta monticola
Espèce
Synonymes
- Lacerta muralis var. monticola Boulenger, 1905
- Lacerta monticola Boulenger, 1905
- Lacerta estrellensis Cyren, 1928
- Lacerta monticola cantabrica Mertens, 1929

Statut de conservation UICN

 VU B1ab(iii) : Vulnérable
Iberolacerta monticola est une espèce de sauriens de la famille des Lacertidae.

## Répartition

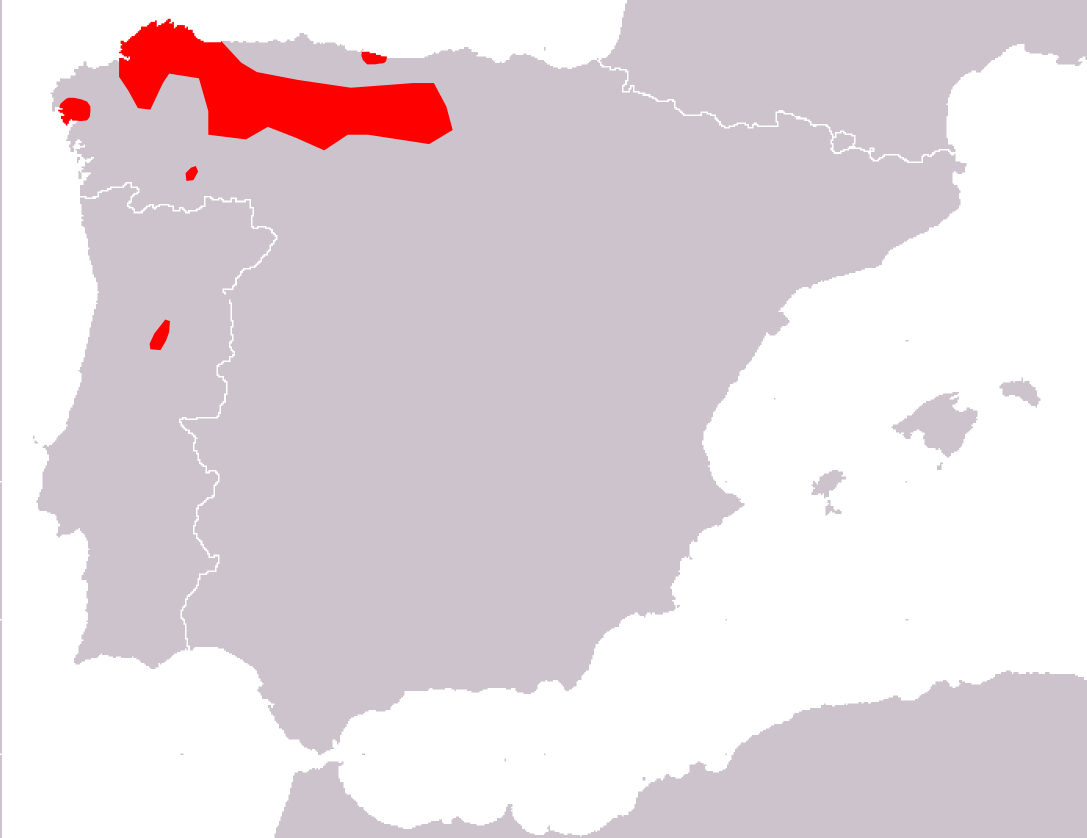
Distribution

Cette espèce se rencontre du niveau de la mer jusqu'à 2 000 m d'altitude :
- au Portugal dans la Serra da Estrela ;
- en Espagne en Galice, en Asturies, en Cantabrie et dans le nord de la Castille-et-León.

## Liste de sous-espèces
Selon The Reptile Database (8 mai 2015) :
- Iberolacerta monticola astur Arribas,& Galán, 2014 d'Espagne
- Iberolacerta monticola monticola Boulenger, 1905 du Portugal et Nord d'Espagne.

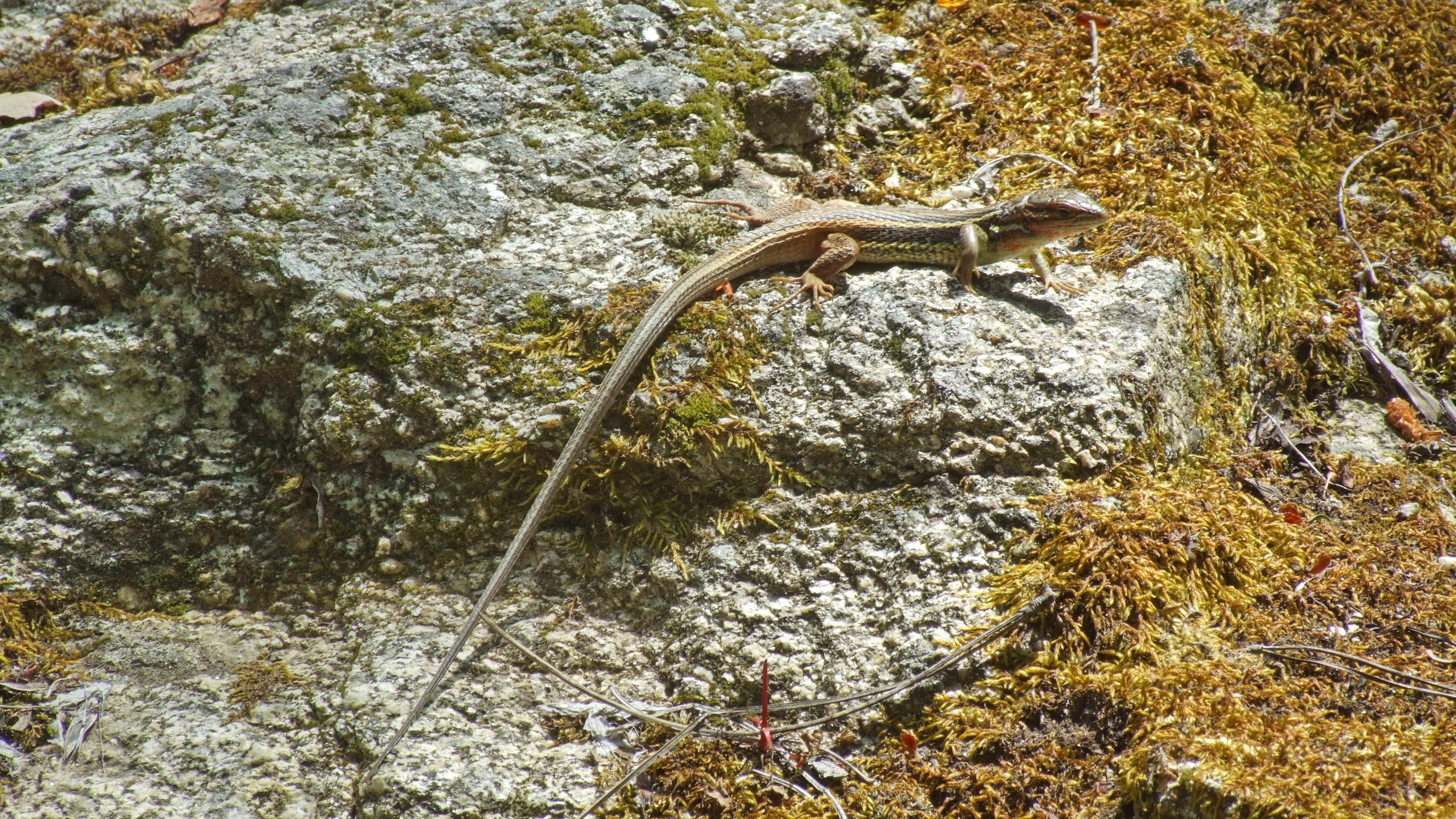
Iberolacerta monticola

## Publications originales
- Arribas, Galán, Remón & Naveira, 2014 : A new mountain lizard from Montes de León (NW Iberian Peninsula): Iberolacerta monticola astur ssp. nov. (Squamata: Lacertidae). Zootaxa, no 3796 (2), p. 201–236.
- Boulenger, 1905 : A contribution to the knowledge of the varieties of the Wall-Lizard (Lacerta muralis) in western Europe and North Africa. Transactions of the Zoological Society of London, vol. 17, p. 351-420 (texte intégral).
- Mertens, 1929 : Zur Kenntnis der Eidechsenfauna Nordwest-Spaniens. Senckenbergiana, vol. 11, no 4, p. 282-289.